# 1897 en Suisse
Chronologie de la Suisse
- 1893
- 1894
- 1895
- 1896
- 1897
- 1898
- 1899
- 1900
- 1901

Chronologie de la Suisse
1896 en Suisse - 1897 en Suisse - 1898 en Suisse

## Gouvernement au1erjanvier 1897
- Conseil fédéral[1]
  - Adolf Deucher (PRD), président de la Confédération
  - Eugène Ruffy (PRD), vice-président de la Confédération
  - Eduard Müller (PRD)
  - Walter Hauser (PRD)
  - Emil Frey (PRD)
  - Joseph Zemp (PDC)
  - Adrien Lachenal (PRD)

## Évènements
- Jeudi 6 janvier : le Valaisan Matthias Zurbriggen réalise la première ascension de l’Aconcagua, point culminant des Andes.

- Samedi 6 février : pris sous une rafale de vent, le Ville d'Evian, transportant 24 tonnes de fret, sombre au débarcadère de Nyon (VD). Un matelot coule avec le bateau.

- Dimanche 28 février : votations fédérales. Le peuple rejette, par 255 984 non (56,7 %) contre 195 764 oui (43,3 %), la création d’une Banque de la Confédération suisse.

- Jeudi 25 mars : élection au Conseil fédéral d’Ernst Brenner (PRD, BS).

- Lundi 12 avril : mise en circulation du premier Vreneli, pièce de monnaie en or.

- Jeudi 6 mai : inauguration du Pensionnat de jeunes garçons qui deviendra le Collège Saint-Charles de Porrentruy (JU).

- Lundi 7 juin : fondation à Berne, de l’Union suisse des paysans.
- 12 juin : l’industriel schwytzois Carl Elsener fait protéger son modèle de couteau suisse baptisé couteau d'officier.
- 20 juin : vote de la loi cantonale « des chemins de fer ». Le canton des Grisons rachète le Chemin de fer rhétique.

- Dimanche 11 juillet : 
  - Votations fédérales. Le peuple approuve, par 156 102 oui (63,5 %) contre 89 561 non (36,5 %), la révision de l'article 24 de la constitution fédérale autorisant la Confédération à légiférer sur les endiguements et la forêt.
  - Votations fédérales. Le peuple approuve, par 162 250 oui (65,1 %) contre 86 955 non (34,9 %), l’arrêté fédéral concernant la législation fédérale sur le commerce des denrées alimentaires, ainsi que sur le commerce des articles de ménage et des objets usuels qui peuvent mettre en danger la santé ou la vie.

- Dimanche 29 août : premier congrès sioniste à Bâle.

- Mercredi 1er septembre : inauguration de l’Hôpital de Saint-Loup à Pompaples (VD).

- Lundi 11 octobre : les maçons lucernois se mettent en grève pour revendiquer une journée de travail de dix heures et une augmentation de leurs salaires. Le gouvernement dépêche la troupe contre les grévistes, les entrepreneurs refusant toute concession.
- Vendredi 15 octobre : le Conseil fédéral édicte la loi concernant l'acquisition et l'exploitation des chemins de fer.

- Mercredi 24 novembre : premier numéro de l’hebdomadaire neuchâtelois Le Courrier du Vignoble.
- Samedi 4 décembre : inauguration, sur la Marktplatz de Bâle, d’un mémorial Wettstein, dû au sculpteur Max Leu.

## Naissances
- 24 mars : Rosa Rein (en), doyenne de Suisse (111 ans en 2008).

## Décès
- 20 mars : Albert de Meuron, peintre, à Neuchâtel, à l’âge de 73 ans.
- 8 août : Jacob Burckhardt; historien, à Bâle, à l’âge de 79 ans.